# یواس‌اس پنابسکات (اس‌پی-۹۸۲)
یواس‌اس پنابسکات (اس‌پی-۹۸۲) (به انگلیسی: USS Penobscot (SP-982)) یک کشتی تجاری بندرگاهی بود که توسط نیروی دریایی ایالات متحده امریکا در جنگ جهانی اول ساخته‌شد.